# Carpelimus darlingtoni
Carpelimus darlingtoni är en skalbaggsart som beskrevs av Richard Eliot Blackwelder 1943. Carpelimus darlingtoni ingår i släktet Carpelimus och familjen kortvingar. Inga underarter finns listade i Catalogue of Life.